# II liga (Polsko)
II liga je třetí nejvyšší fotbalovou ligovou soutěží v Polsku. Do roku 2008 se soutěž nazývala III liga, od roku 2008 se jedná o II ligu (názvoslovím). Postupující týmy zamíří do I ligy (druhá nejvyšší soutěž), sestupující do III ligy, tedy čtvrté nejvyšší. Nejvyšší polskou fotbalovou ligovou soutěží je Ekstraklasa.

## Skupiny
Od sezóny 2008/2009 je II liga rozdělena do dvou makroregionalních a nezávislých skupin. Celkem je v této lize 36 celků (pokud se v průběhu sezóny žádný z klubů nerozhodne odstoupit):
- skupina Východ – kluby z vojvodství Dolnoslezského, Kujavsko-pomořského, Lubušského, Opolského, Pomořského, Slezského, Velkopolského a Západopomořanského,
- skupina Západ – kluby z vojvodství Lublinského, Lodžského, Malopolského, Mazovského, Podkarpatského, Podleského, Svatokřížského a Varminsko-mazurského.